# ジャン＝ミシェル・バイル
ジャン＝ミシェル・バイル (Jean-Michel Bayle、1969年4月1日 - ) は、フランス・アルプ＝ド＝オート＝プロヴァンス県マノスク出身のオートバイレーサー。モトクロスとロードレースの両方で活躍した。

## 経歴

### モトクロス時代
1988年に、バイルはモトクロス世界選手権125ccクラスのチャンピオンとなり、続いて1989年には250ccクラスのチャンピオンとなった。
1990年からは、バイルはAMAモトクロス・AMAスーパークロスにフル参戦を開始する。1991年には、AMAモトクロスではピエール・カールスマーカー(オランダ出身・1973年チャンピオン)以来2人目となるアメリカ人以外のチャンピオン、しかも250ccクラスと500ccクラスのダブルタイトルを獲得した。さらに同年のAMAスーパークロスでも250ccクラスのチャンピオンを獲得している。
そしてバイルはこの後、ダートトラックでのモトクロス競技の王者から、舗装路でのロードレースへの転向という、異色の経歴を歩むことになった。

### ロードレース世界選手権デビュー
1992年、マニクールにおいて、ワイルドカード枠でロスマンズ・ホンダ250ccチームからロードレース世界選手権にデビューを果たした。1993年にはアプリリアのマシンで250ccクラスにフル参戦を開始、実質デビューシーズンの最高位はイギリスGPでの8位で、シリーズランキングは22位だった。
翌1994年には、ワークス・チームのチェスターフィールド・アプリリアに移籍を果たす。コンスタントに入賞を果たせるようになり、地元ル・マンでは5位入賞、シリーズランキングでは8位に入る躍進を見せた。
ワークスチーム2年目の1995年は転倒とメカニカルトラブルで苦戦し、シリーズランキングは15位に終わる。しかし第12戦ブエノスアイレスでは自身初のポールポジションを獲得した。

### 500ccクラスへ
1996年には、ケニー・ロバーツ率いるマルボロ・ヤマハ・ロバーツチームに抜擢され、阿部典史をチームメイトにワークス仕様のYZR500を駆ることになった。最高峰クラスへの参戦初年度、バイルは第11戦ブルノでポールポジションを獲得、シリーズランキングでは9位に入った。
翌1997年、チーム・ロバーツはヤマハと袂を分かち、モデナスと共同開発した3気筒のオリジナルマシンで戦うことになった。バイルはケニー・ロバーツ・ジュニアと共に苦戦することになり、シリーズランキングは18位に沈んだ。
翌1998年にはチーム・レイニーに移籍し、再び阿部典史と一緒にYZR500を駆るはずであったが、怪我によってシーズンの大半を欠場することになってしまった。欠場中の代役は、主に難波恭司が務めた。バイルはシーズン終盤の4戦のみの出場になったが、第11戦イモラではポールポジションを獲得してみせた。
翌1999年はチーム・ロバーツに戻り、再びモデナスKR3を駆ったが、満足な成績は残せなかった。2000年からはグランプリを離れ、世界耐久選手権にスズキのチームから出場することになった。2002年にはル・マン24時間耐久ロードレース、ボルドール24時間耐久ロードレースで勝利を挙げる活躍を見せた。また2002年にはレッドブル・WCMチームから負傷したギャリー・マッコイの代役としてGPに復帰を果たし、2戦に出場、これがバイルにとって最後のGP参戦となった。
バイルはGPに82戦出場し、予選では速さを見せて上位グリッドを得ることも多かった。しかしそれを決勝での結果に結びつけることができず、表彰台は1度も獲得できないままキャリアを終えることになり、モトクロス時代ほどの成功は収められなかった。

## GP引退後の活動
GP引退後も、バイルは様々なカテゴリでレーサーとしての活動を続けている。フランス国内のトライアル選手権に出場したり、4輪でも国内のラリーイベントでの勝利も果たしている。2009年にはル・マン24時間耐久ロードレースへの出場の計画があったが、ひざの怪我が原因で本戦への出場は叶わなかった。

## ロードレース世界選手権 戦績
| シーズン | クラス | バイク     | 出走 | 優勝 | 表彰台 | PP | ポイント | 順位 |
| -------- | ------ | ---------- | ---- | ---- | ------ | -- | -------- | ---- |
| 1992年   | 250cc  | ホンダ     | 1    | 0    | 0      | 0  | 0        | -    |
| 1993年   | 250cc  | アプリリア | 14   | 0    | 0      | 0  | 16       | 22位 |
| 1994年   | 250cc  | アプリリア | 14   | 0    | 0      | 0  | 105      | 8位  |
| 1995年   | 250cc  | アプリリア | 13   | 0    | 0      | 1  | 37       | 15位 |
| 1996年   | 500cc  | ヤマハ     | 15   | 0    | 0      | 1  | 110      | 9位  |
| 1997年   | 500cc  | モデナスKR | 14   | 0    | 0      | 0  | 31       | 18位 |
| 1998年   | 500cc  | ヤマハ     | 4    | 0    | 0      | 1  | 28       | 16位 |
| 1999年   | 500cc  | モデナスKR | 5    | 0    | 0      | 0  | 4        | 28位 |
| 2002年   | 500cc  | ヤマハ     | 2    | 0    | 0      | 0  | 5        | 24位 |
| 合計     |        |            | 82   | 0    | 0      | 3  | 336      |      |